# Сергеевское сельское поселение (Панинский район)
Сергеевское сельское поселение — упразднённое муниципальное образование в Панинском районе Воронежской области.
Административный центр — село Сергеевка.

## История
Законом Воронежской области от 13 апреля 2015 года № 42-ОЗ, Сергеевское и Октябрьское сельские поселения преобразованы, путём объединения, в Октябрьское сельское поселение с административным центром в посёлке Октябрьский.

## Административное деление
В состав поселения входило 5 населённых пунктов:
- село Сергеевка,
- посёлок Тойда 1-я,
- посёлок Тойда 2-я,
- посёлок Тойда,
- посёлок Шанинский.